# 5594 Jimmiller
5594 Jimmiller (1991 NK1) là một tiểu hành tinh vành đai chính được phát hiện ngày 12 tháng 7 năm 1991 bởi H. E. Holt ở Palomar.